# Korduena
Korduéna, poznana tudi kot Gorduena, Kordjena, Karduena, Gordjena, Gordjea, Korčajk in Gordjan,  (armensko Կորճայք, grško Κορδουηνη/Kordouēnē,  kurdsko Kardox, Hebrejskoקרטיגיני),  zgodovinska pokrajina v severni Mezopotamiji v sedanji s Kurdi naseljeni vzhodni Turčiji. Korduena je v svoji zgodovini pripadala več državam. Merila je 14.707 km² in bila razdeljena na dvanajst kantonov:
- Korduk
- Kordik Nerkin (ali Tmorik)
- Kordik Verin
- Kordik Midžin
- Čauk
- Ajtvank
- Vorsirank (ali Orsirank)
- Ajgark
- Motolank
- Kartuni
- Albag.[2]

## Zgodovina
Od  9. stoletja pr. n. št. do leta 595 pr. n. št. je bila del kraljestva Urartu s središčem okoli jezera Van. Od leta 595 pr. n. št. je bila del armenskega Orontidskega kraljestva, katerega je kmalu podjarmilo Ahemenidsko cesarstvo in ga vključilo v svojo državo kot Armensko satrapijo.  Po letu 331 pr. n. št. je bila neodvisna. Leta 201 pr. n. št. sta Artaksij in Zareh, armenska poveljnika selevkidske armade, osvobodila Armenijo. Leta 189 pr. n. št. se je  Artaksij razglasil za kralja in Korduena je postala del Armenskega kraljestva do njegove delitve leta 387. Od 9. do 11. stoletja je bila ponovno vključena v armensko Vaspurakansko kraljestvo. 
Po podatkih iz Britanske enciklopedije je Korduena (Gordjena) antično ime pokrajine Bohtan, sedanje turške province Şırnak.  V sirskih virih je omenjena kot Beth Qardu in opisana kot majhna vazalna država med Armenijo in Perzijo na goratem ozemlju južno od jezera Van v sedanji Turčiji in je morala segati tudi na levo obalo reke Tigris.
Država Korduencev je imela rodovitne gorske predele z bogatimi pašniki. Razdeljena je bila na tri kneževine: Kordueno, Moksoeno in Zabdiceno. Korduensko kraljestvo je nastalo iz razpadajočega Selevkidskega cesarstva. Večino svoje zgodovine je bilo provinca Rimskega cesarstva in je priznavalo suverenost Rima. Od leta 189 do 90 pr. n. št. je uživalo obdobje neodvisnosti. 
Prebivalci so častili huritskega boga neba Tešuba.

### Ksenofont
Ksenofont v svojem delu Anabasis omenja ljudstvo z imenom Karduhoi. leta 401 pr. n. št. so bili naseljeni v dobro urejenih vaseh v gorah severno od Tigrisa. Služili so kot najemniki v grški vojski in bili zato sovražniki perzijskega šaha, vendar so bili kljub temu sovražni tudi do množice oboroženih in brezobzirnih Grkov. Korduenci niso imeli težko oboroženih vojakov, ki bi se v bitki lahko soočili s prekaljenimi hopliti, so pa spretno in učinkovito uporabljali dolge loke in prače, da so se Grki med stalnimi spopadi kar sedem dni prebijali preko njihovega ozemlja.
Korduence omenja tudi Hekataj iz Mileta okoli leta 520 pr. n. št. in jih imenuje Gordi.

### Korduena v judovskih virih
Targum, judovski vir iz talmudskega obdobja, dosledno trdi, da je gora Ararat v Gordueni in ne v Armeniji. Regija se običajno povezuje z mitom o vesoljnem potopu.  Po Hagadi je Noe pristal v Kordueni v Armeniji. Enakega mnenja je tudi kaldejski duhovnik in zgodovinar Berosus. Jožef Flavij ima Berosusovo mnenje za dokaz, da vesoljni potop ni samo mit, in omenja, da so ostanki Noetove ladje še vedno vidni v pokrajini Carron, ki je verjetno istovetna s Kordueno. V Našimu (Ženske), tretjem delu Talmuda,  Rav Nahman bar Jakob dopušča spreobračanje Kurdov iz Korduene., kar kaže na obstoj judovskih spreobrnjencev med prebivalci Korduene na začetku 4. stoletja. 

### Korduena v rimskih virih
Po rimskem zgodovinarju Strabonu je bilo ozemlje Korduene (Γορδυηνῆ/Gorduēnē ali Γoρδυαῖα ὄρη/Gorduaia orē, Korduensko gorovje) v gorah med sedanjim Diyarbakırom in Muşom. Strabon omenja tudi velika mesta Sareisa, Satalka in Pinaka. Prebivalce (Gordijejce) ima za potomce antičnih Korduencev. Prebivalci so po njegovem mnenju izjemni stavbeniki in strokovnjaki za graditev oblegovalnih naprav. Omenja tudi, da so v Kordueni nahajališča nafte.
Amijan Marcelin je regijo obiskal na diplomatskem obisku korduenskega satrapa.
Eretrijci z Evbeje, ki so jih Perzijci izgnali in naselili v Mezopotamiji, so se, po izročilu, naselili prav v Kordueni.
Korduenci so po Strabonovem mnenju dobili svoje ime po Triptolemovem sinu Gordisu, ki je pomagal iskati Io in se nato naselil korduenskem delu Frigije.

### Pompej
V 1. stoletju pr. n. št. so Kordueno, ki sta si jo lastila partski vladar Fraat III. in armenski vladar Tigran Veliki, zasedli rimski vojaki pod Pompejevim poveljstvom. Plutarh pravi, da lokalni prebivalci niso branili armenske oblasti, zato je Tigran porušil njihova mesta in jih nasilno pregnal v Tigranocerto. Leta 69 pr. n. št. je korduenski kralj Zarbijen v tajnosti načrtoval upor proti Tigranu in se z Apijem Klavdijem pogajal za rimsko pomoč. Tigran je načrt odkril in Zarbijena usmrtil. Po teh dogodkih je oblast v Kordueni prevzel Lucij Licinij Lukul, ki je Zarbijena razglasil za svojega zaveznika in rimskega konfederata.
Po Pompejevem uspešnem podjamljenju Armenije in dela Ponta je rimska vojska vdrla preko Evfrata. Fraat je bil zato zaskrbljen in je zaprosil Rimljane za premirje, Pompej pa je k njemu poslal delegacijo z zahtevo, da vrne ozemlje Korduene. Ker ni dobil odgovora, je v Kordueno poslal Lucija Afranija, ki je brez boja zasedel njeno ozemlje. Parte, ki so jih našli na njihovih posestih, so pregnali čez mejo in jih zasledovali  vse do Arbele in Adiabene. Iz napisa v Venerinemu templju je razvidno, da je Pompej zaščitil osvojeno ozemlje Korduene.

### Dioklecijan
Kordueno je ponovno osvojil Dioklecijan v 3. stoletju n. št.. Rimsko oblast v regiji so s podpisom mirovne pogodbe formalno priznali tudi Perzijci. Dioklecijan je nato lokalne vojaške enote združil v veliko enoto, ki jo je po Flaviju Valeriju Konstanciju imenoval XV. ala Flavia Carduenorum.
Po porazu sasanidskega kralja Narseha v bitki z Rimljani leta 296 sta obe strani podpisali mirovno pogodbo, s katero so Rimljani dobili stepe severne Mezopotamije, Singaro in hribovito ozemlje na levem bregu Tigrisa vse do Korduene.
Ime province se je ponovno pojavilo v pripovedi o spopadu med Perzijci, ki jih je vodil Šapur II. , in Rimljani, ki jih je vodil Julijan Odpadnik, po njegovi smrti pa Jovijan. Ker Rimljani niso zmogli oblegati Ktesifona, so se začeli umikati skozi Kordueno.

### Šapur II.
Spomladi leta 360 se je Šapur II. odpravil na vojni pohod, da bi zavzel mesto Singara, morda sedanji Shingar ali Sindžar severozahodno od Mosula. Mesto je po nekaj dneh obleganja padlo. Iz Singare se je obrnil proti severu, obšel Nisibis (Nusaybin) in nameraval napasti korduensko trdnjavo Pinik (tudi Pinaka, Fenika ali Bezabde), verjetno sedanji Cizre v jugovzhodni Turčiji.  Trdnjava je stala na zahodnem bregu Tigrisa na obronkih gora, s katerih priteče reka.  Bila je pomembno utrjeno rimsko oporišče, ponekod z dvojnim obzidjem, ki so ga branile tri rimske legije in velika enota korduenskih lokostrelcev. Šapur je zahteval njeno vdajo in v zameno ponudil premirje. Ker se je bal, da bodo na njegove odposlance streljali, je prednje postavil nekaj visoko rangiranih  ujetnikov iz Singare. Posadka trdnjave je njegovo zahtevo zavrnila in sklenila, da je bo bojevala do zadnjega moža. Perzijci so po dolgem obleganju trdnjavo osvojili in brez usmiljenja pobili vse branilce.
Leta 363 je bila sklenjena mirovna pogodba, s katero je Jovijan Sasanidom odstopil pet provinc vzhodno od Evfrata, vljučno s Kordueno in Arzaneno in mesti Nisibis in Singara. Po sklenitvi pogodbe so se Grki iz omenjenih provinc zaradi preganjanja kristjanov odselili.
Korduena je ostala škofija najmanj do leta 424.

### Korduena v 6. in 7. stoletju
Bizantinski cesar Flavij Mavricij Tiberj Avgust je leta 578 porazil Sasanide pod poveljstvom Hosrava I., zasedel Kordueno in jo ponovno priključil k Bizantinskemu cesarstvu. Njegova vojska je iz sasanidskega ujetništva osvobodila kakšnih 10.000 kristjanov.
Perzijski geograf Al Hvarizmi piše, da so ozemlje Korduene skupaj z Nisibisom in Tur Abdinom leta 640 osvojili Arabci.

## Seznam kraljev
- Zarbijen, slavni kralj iz srednjega  1. stoletja pr. n. št., ki se je poskušal zbližati z Apijem Klavdijem, ko je bil slednji v Antiohiji, ker se je želel otresti Tigranove nadoblasti. Zarbijena so še pred vdorom Rimljanov  v Armenijo skupaj z ženo in otroki umorili. Lukul se je z velikim pompom udeležil pogrebnih svečanosti, sam prižgal pogrebno grmado in mu postavil razkošen spomenik.
- Manisar, ki je vladal v času cesarja Trajana, je okoli leta 115 prevzel oblast v delu Armenije in Mezopotamije. Partski kralj Kosroj mu je zato napovedal vojno, Manisar pa je stopil na rimsko stran. Obstaja nekaj kovancev, ki jih pripisujejo Manisarju.
- Ardašir,  vladal okoli leta 340, je bil proti kristjanizaciji Korduene.[34]
- Jovinjan, vladal okoli leta 359.[35]

## Korduena, Korduenci (Karduki) in Kurdi
Nekateri znanstveniki iz 19. stoletja so enačili Kordueno in Korduence s sodobnimi Kurdi in trdili, da je naziv Karduki antični ekvivalent za sodobni Kurdistan. Nekateri sodobni strokovnjaki se s tem ne strinjajo in menijo, da bi se moral naziv Karduki enačiti s Prakurdi. 

## Časovnica zgodovine Korduene
Kordiena je v svoji zgodovini spadala v naslednje države:
- Kraljestvo Urartu (9. stoletje pr. n. št.-595 pr. n. št.)
- Satrapija Armenija  (595-201 pr. n. št.)
- Selevkidsko cesarstvo (201-189 pr. n. št.)
- Antično Armensko kraljestvo (189 pr. n. št.-428 n. št.)[2]
- Perzija (428-653)
- Abasidski kalifat (653-885)
- Vaspurakansko kraljestvo (885-1021)
- Bizantinsko cesarstvo (1021-1071)
- Seldžuško cesarstvo (1071-13. stoletje)
- Mongolsko cesarstvo (13.-14. stoletje)
- Osmansko cesarstvo (15. stoletje-1923)
- Turčija (1923)